# Grammy Awards de 2015
A 57.ª cerimônia anual do Grammy Awards foi realizada em 8 de fevereiro de 2015 no Staples Center em Los Angeles, Califórnia. A cerimônia foi transmitida ao vivo pela rede de televisão norte-americana CBS e apresentada pelo rapper LL Cool J pela quarta vez consecutiva.
No total, 83 prêmios foram entregues, um a mais do que na edição anterior. O grande nome da cerimônia foi o cantor e compositor britânico Sam Smith, que venceu em quatro categorias: Revelação, Álbum Vocal Pop, Canção do Ano e Gravação do Ano. Foi destaque também o cantor, compositor e multi-instrumentista norte-americano Beck, que recebeu dois prêmios: melhor Álbum de Rock e Álbum do Ano. A cerimônia foi aberta por uma performance da banda AC/DC, que apresentou a música Highway to Hell.
Nem todos os prêmios foram entregues na cerimônia ao vivo, por não haver tempo suficiente. Alguns deles foram entregues em uma pré-cerimônia.

## Indicações
O período de indicações para o 57.º Grammy Awards se estendeu de 1 de outubro de 2013 até 30 de setembro de 2014. Os artistas indicados foram anunciados em 5 de dezembro de 2014. Os indicados à categoria "Álbum do Ano", por sua vez, foram anunciados durante um programa televisivo especial de Natal, exibido no mesmo dia.

### Categorias universais
| Record of the Year - Stay with Me – Sam Smith - Fancy – Iggy Azalea (com Charli XCX) - Chandelier – Sia - Shake It Off - Taylor Swift - All About That Bass – Meghan Trainor | Album of the Year - Morning Phase – Beck - In the Lonely Hour – Sam Smith - Beyoncé – Beyoncé - x – Ed Sheeran - G I R L – Pharrell Williams |
| Song of the Year - "Stay with Me" - Sam Smith - "All About That Bass" - "Chandelier" - "Shake It Off" - "Take Me to Church"                                                  | Best New Artist - Sam Smith - Iggy Azalea - Bastille - Brandy Clark - HAIM                                                                   |

### R&B
| Best R&B Performance - "Drunk in Love" – Beyoncé (com Jay Z) - "New Flame" – Chris Brown (com Usher e Rick Ross) - "It's Your World" – Jennifer Hudson (com R. Kelly) - "Like This" – Ledisi - "Good Kisser" – Usher | Best Traditional R&B Performance - "Jesus Children" – Robert Glasper Experiment - "As" – Marsha Ambrosius e Anthony Hamilton - "I.R.S" – Angie Fisher - "Nobody" – Kem - "Hold Up Wait a Minute (Woo Woo)" – Antonique Smith          |
| Best R&B Song - "Drunk in Love" - "Good Kisser" - "New Flame" - "Options (Wolfjames Version)" - "The Worst" | Best R&B Album - Love, Marriage & Divorce – Toni Braxton e Babyface - Islander – Bernhoft - Lift Your Spirit – Aloe Blacc - Black Radio 2 – Robert Glasper Experiment - Give The People What They Want – Sharon Jones e The Dap-Kings |